# Тетрапирролы
Тетрапирролы — класс химических соединений, молекулы которых состоят из четырёх пирролльных колец, связанных вместе напрямую или через одноуглеродные мостики (=(CH)- или -CH2-), образуя циклическую или линейную структуру. В циклических тетрапирролах неподелённая электронная пара на атоме азота, направленная в центр макроциклического кольца, может образовывать ковалентные или координационные связи с ионами таких металлов как железо,кобальт, или магний.
К тетрапирролам, имеющим важное биологическое значение, относятся такие молекулы как гем и хлорофилл). В частности в этих двух молекулах макроциклическое кольцо образует координационное соединение с ионами металлов, играющих важную роль в функционировании этих молекул.

## Структура
К линейные тетрапирролам (именуемым биланами) относят:
- Продукты распада гема (билирубин, биливердин)
- Фикобилины (обнаружены у цианобактерий)

|           |            |                 |
| Билирубин | Биливердин | Фикоэритробилин |

К циклическим тетрапирролам, соединённым четырьмя одноуглеродными мостиками относят:
- Порфирины, включая гем
- Хлорины, включая большую часть хлорофиллов

К циклическим тетрапирролам, с тремя одноуглеродными мостиками и одной прямой связи между пирролами относят:
- Коррины, включая ядро кобаламина

| Heme group of hemoglobin |           |               |
| Гем                      | Хлорофилл | Цианкобаламин |

Из-за высокого количества сопряжённых связей, тетрапирролы проявляют свойства хромофоров и обычно хорошо окрашены.